# Tomrogersia
Tomrogersia är ett släkte av skalbaggar. Tomrogersia ingår i familjen långhorningar.
Kladogram enligt Catalogue of Life:
| Tomrogersia | \| \| Tomrogersia acanthofemorata \| \| \| \| \| \| Tomrogersia villiersi \| \| \| \| |
|             | \| \| Tomrogersia acanthofemorata \| \| \| \| \| \| Tomrogersia villiersi \| \| \| \| |
|             | Tomrogersia acanthofemorata                                                           |
|             |                                                                                       |
|             | Tomrogersia villiersi                                                                 |
|             |                                                                                       |